# Dynastia Sui
Dynastia Sui (chiń. 隋朝; pinyin Suí Cháo; wym. [swěi ʈʂʰǎu]; 581-618) opanowała Chiny po okresie Dynastii Południowych i Północnych, kończąc trwający od upadku dynastii Han okres rozbicia. Dynastię Sui założył cesarz Wen. Jej stolicą był Chang’an.

## Geneza
Po upadku Północnej dynastii Wei, władza nad północnymi Chinami przeszła w ręce Wschodniej i Zachodniej dynastii Wei, a następnie Północnej dynastii Zhou. Równocześnie władztwo północnych dynastii zostało rozszerzone o podbity w 535 Syczuan i tereny północno-wschodnie (zajęte w 577). W 581 generał Yang Jian usunął następcę tronu Zhou (własnego zięcia) i uzurpował władzę, zmieniając nazwę dynastii na Sui. Po dokonaniu czystki wśród pozostałych członków cesarskiego rodu Zhou, usiłował legitymizować swe panowanie przedstawiając się jako król-obrońca wiary buddyjskiej. Rozpoczął szybką ekspansję militarną, której efektem było obalenie dynastii południowej, zniszczenie jej stolicy i przeniesienie arystokratów z południa do północnej stolicy w Chang’anie, co wyeliminowało ich jako siłę polityczną i poskutkowało efektywnym zjednoczeniem Chin w 589.

## Panowanie Wendi
Cesarz Wen wprowadził liczne reformy, ustanawiając kodeks prawny, restrukturyzując podatki i rozdzielając ziemie państwowe między chłopów; organizację wojskową oparł na wzorach z czasów dynastii Północnej Zhou. Jedną z jego najważniejszych reform było zlikwidowanie „systemu 9 rang”, który opierał się na lokalnej rekomendacji na stanowiska urzędnicze, a de facto zapewniał synom urzędników rangę nie niższą niż ich ojcowie, co doprowadziło do dziedziczenia stanowisk administracyjnych. W to miejsce ustanowił scentralizowaną strukturę, odwołującą się do wzorów z czasów hanowskich. Zorganizowanie cesarskiego ministerstwa personelu i niezależnej od urodzenia oceny kandydata było znaczącym krokiem w kierunku wzmocnienia władzy cesarskiej kosztem dotąd potężnych rodów arystokratycznych.
Cesarz zbudował nową stolicę w Chang’anie, niedaleko dawnej stolicy dynastii Han. Dokładnie prostokątne miasto, podzielone na regularne 108 dzielnic, z wydzieloną dzielnicą cesarską, odgrodzoną osobnym murem, było wielkim centrum administracyjnym i religijnym (aczkolwiek, mimo przesiedlenia znacznej liczby mieszkańców z podbitej stolicy dynastii Chen, nie udało się go w pełni zaludnić). Wendi rozpoczął też budowę Wielkiego Kanału, kontynuowaną następnie przez jego syna.
Cesarz Wen był pobożnym buddystą, który w błogosławieństwie Buddy upatrywał przyczyny swego powodzenia, kontynuował politykę poprzednich dynastii, przychylną tej religii. Oprócz zbudowania ponad 100 stup z relikwiami, ustanowił też wiele świątyń sponsorowanych przez państwo, wspierał buddyjskie organizacje charytatywne i fundował recytacje sutr; przyjął też ordynację bodhisattwy.

## Panowanie Yang Di
Cesarz Yangdi przeniósł stolicę do Luoyangu, który rozbudował jako centrum ekonomiczne i handlowe, ale też wydał duże kwoty na budowę pałaców i wspaniałych budynków publicznych. Drugim wielkim projektem Sui Yangdi była budowa Wielkiego Kanału. W 605 połączono rzekę Luo z rzeką Huai, odbudowano kanał od Huai do Yangzi, i dalej do Yuhang nad zatoką Hangzhou. W miastach wzdłuż kanałów wzniesiono wielkie magazyny, by ułatwić dystrybucję zboża z południa kraju na północ. W 608 rozpoczęto prace nad nowym odcinkiem kanału, który prowadził od ujścia Luo do Huang He w pobliże dzisiejszego Pekinu. Kanał okazał się kluczową drogą łączącą południe z północą Chin, ale budowa wymagała mobilizacji ogromnych rzesz przymusowych robotników i pochłonęła wielkie wydatki. W połączeniu z kosztami wypraw wojennych, nadmierne obciążyły one państwo.
W roku 605 cesarz najechał królestwo Czampa, odnosząc połowiczne zwycięstwo. W 610-611 zmobilizował gigantyczną armię (ok. 670 tys. ludzi) i najechał w 612 Koreę, ponosząc porażkę, której kulminacyjnym momentem była klęska nad Salsu. Także dwie kolejne wyprawy (w 613 i 614), zorganizowane mimo narastającego w kraju oporu i chaosu, zakończyły się niepowodzeniem.
Osłabione, pozbawione armii państwo najechali Turcy Wschodni. Cesarz uciekł na południe, a w 618 roku został uduszony przez swoich dworzan. W konsekwencji walk wewnętrznych, które wybuchły po śmierci Yangdi, na tron wstąpił Li Yuan i dał początek nowej dynastii Tang.